# Pinus quinquefolia
Pinus quinquefolia là một loài thực vật hạt trần trong họ Pinaceae. Loài này được David mô tả khoa học đầu tiên năm 1875.